# Spizella passerina
El chimbito común (Spizella passerina) también denominado gorrión coronirrufo o cejiblanco, pinzón cantor y sabanero pechigrís, chingolo cejiblanco una especie de ave paseriforme de la familia Passerellidae. Es una especie del Nuevo Mundo, parcialmente migratoria, que se distribuye en América del Norte y Central.

## Descripción
En los individuos adultos las partes superiores son de color naranja óxido listado con negro, a excepción de la rabadilla, que es gris y no tiene rayas. Hay dos barras blancas en cada ala. Los individuos con plumaje reproductivo tienen una gorra naranja rojiza, una raya supraocular (supercilio) casi blanca y una línea transocular (que se extiende a través del ojo) negra. El pico es negro. Las partes ventrales son grises, volviéndose blanco hacia el centro de la garganta, pecho y vientre, así como los plumas cobertoras inferiores de la cola.
El plumaje no reproductivo o plumaje básico es menos marcado. La corona es parda rayada con negro y con una raya gris a la mitad; en ocasiones la corona puede conservar algunos márgenes rojizos. Las líneas supraocular y transocular, y las barras de las alas están deslavadas y por lo tanto son poco conspicuas. El pico se vuelve de color carne. En esta temporada se puede confundir fácilmente con el gorrión indefinido pálido (S. pallida), que sin embargo es más pálido y no tiene la rabadilla gris, sino color ante, además de presentar un "bigote".
Los individuos juveniles están profusamente rayados en las partes inferiores. Al igual que los adultos en época no reproductiva, muestran una línea transocular oscura. La gorra y la línea supraocular son variables, pero generalmente oscuras.

## Sistemática
El gorrión coronirrufo cejiblanco muestra variaciones a lo largo de su extensa área de distribución en Norteamérica. En cuanto a apariencia física, hay escasa variación, no así en lo que se refiere a comportamiento. Los ornitólogos suelen dividir la especie en dos grupos: el occidental y el oriental. Sin embargo, dentro del grupo occidental hay también variaciones en plumaje y comportamiento.
Hay al menos dos subespecies de gorrión coronirrufo cejiblanco en el oeste de Norteamérica. La subespecie Spizella passerina arizonae, ampliamente distribuida, se asocia con montañas y hábitats áridos del interior. Una población de la vertiente del Pacífico constituye la subespecie S. p. stridula. Aunque estas dos razas son occidentales y son agrupadas a menudo dentro del grupo occidental, no necesariamente forman una sola entidad aparte de la subespecie oriental S. p. passerina.

## Ecología
En el este de Norteamérica, el gorrión coronirrufo cejiblanco anida en bosques, granjas y áreas urbanas y suburbanas. En el occidente, prefieren bosques de coníferas. Es una especie parcialmente migratoria, y casi todas las poblaciones de altitudes medias y elevadas migran en invierno hacia el sur de los Estados Unidos y a México. Durante la migración y en las áreas de invernación, estos gorriones son gregarios, formando grupos numerosos con individuos de la misma especie o cierta asociación con otras especies, como el azulejo gorjicanelo (Sialia sialis) y el chipe nororiental (Dendroica pinus).
A lo largo del año, el gorrión coronirrufo cejiblanco busca alimento en el suelo, frecuentemente en grupos poco compactos. Su dieta consiste principalmente de semillas. También buscan alimento frecuentemente sobre arbustos y pastos directamente. Especialmente en primavera, estas aves pueden ser vistas en los árboles, incluso en el dosel, donde se alimentan de yemas vegetales y de artrópodos.
A inicios de la primavera, en marzo, los primeros migrantes regresan de sus áreas de invernación, pero el grueso de migrantes regresa a todo lo largo de abril. Inmediatamente, los machos definen sus territorios cantando. La reproducción comienza desde abril, pero para la mayoría desde finales de ese mes y principios de mayo en adelante.
La muda sigue la "Estrategia compleja alternativa", común en las aves norteamericanas. Hay dos mudas anuales en los adultos (finales de verano y finales de invierno) y tres en el primer año de vida.